# Unity (EP)
É um álbum split das bandas de punk rock Dropkick Murphys e Agnostic Front. Foi lançado em 1999 pela Flat Records.

## Faixas
| Lado A |                                                                                       |         |  |
| N.º    | Título                                                                                | Duração |  |
| 1.     | "Nobody's Hero" (Dropkick Murphys - Escrita por: Stiff Little Fingers/Gordon Ogilvie) | 3:49    |  |
| 2.     | "Pipebomb on Lansdowne (Extended Dance Remix)" (Dropkick Murphys)                     | 2:03    |  |

| Lado B |                                                 |         |  |
| N.º    | Título                                          | Duração |  |
| 1.     | "9 Seconds Remaining" (Agnostic Front)          | 2:22    |  |
| 2.     | "Sit and Watch (Demo Version)" (Agnostic Front) | 1:52    |  |